# Мужчина для молодой женщины (фильм, 1988)
«Мужчи́на для молодо́й же́нщины» (азерб. Gəbc qadinin kişisi) — советская комедия 1988 года производства киностудии Азербайджанфильм, являющиеся экранизацией рассказа Максуда Ибрагимбекова «Рога носорога».

## Сюжет
Пожилой мужчина влюбился в молодую девушку. Человек независимо от возраста, когда захочет может взять и влюбиться в кого-то, а мужчины средних лет и пожилые, тем более нуждаются в любви, особенно если пожилой человек встретил очень красивую молодую девушку. Благодаря этой любви пожилой мужчина становится помолодевшим, привлекательным и очень сильным.

## Создатели фильма

### В ролях
Гасан Турабов — Рауф
Аждар Гамидов — Аскеров
Малик Дадашов — Ариф
Мамед Алили — Агарафи
Наталья Лапина — Кама
Джахангир Асланоглу — тесть
Лейла Бадирбейли — тёща
Лалазар Мустафаева — Халида
Мария Капнист — Надирова
Александр Шаровский — Раис
Латифа Алиева — Алия
Низами Исмаилов — прокурор
Рахман Рахманов — Алмазов
Н. Хасанов
М. Мамедов
У. Ахмедов
Сахиб Гулузаде
Малейка Асадова — Гатиба
Ахмед Ахмедов — Пиршагулу.
Рафик Рагимов
М. Абдуллаев

#### Роли дублировали
Садык Хусейнов — тесть (Джахангир Асланоглу) (в титрах не указан)
Яшар Нури — Ариф (Малик Дадашов) (в титрах не указан)
Парвиз Багиров — Аскеров (Аждар Гамидов) (в титрах не указан)
Амина Юсифкызы — Алия (Латифа Алиева) (в титрах не указана)
Наджиба Гусейнова — Халида (Лалазар Мустафаева) (в титрах не указана)

### Административная группа
директор фильма: Сахиб Гулузаде
консультант: Идрис Аскеров (юрисконсульт)
оркестр: Государственный оркестр кинематографии СССР
дирижёр: Константин Кримец
редактор: Алия Алиева
администраторы: И. Хасанов, И. Искандеров, П. Солтанов
ассистентка художника-гримёра: А. Аминагаева
ассистентка мотажёра: Тамила Мухтарова
ассистент режиссёра: Ю. Ахмедов
ассистент оператора: Адиль Аббас
ассистент художника: И. Алиев
второй оператор: Михаил Покровский
второй художник: Владимир Соловьёв
монтажёр: Эсмира Исмаилова
художник-гримёр: Берта Рогова
звукооператор: Акиф Нуриев
режиссёр: Адиль Исмаилов
композитор: Леонид Вайнштейн
художник-постановщик: Фикрет Алекперов
оператор-постановщик: Эдуард Галакчиев
авторы сценария: Максуд Ибрагимбеков, Мамед Мамедов
режиссёр-постановщик: Джахангир Мехдиев